# Bajcaridris theryi
Bajcaridris theryi är en myrart som först beskrevs av Santschi 1936.  Bajcaridris theryi ingår i släktet Bajcaridris och familjen myror. Inga underarter finns listade.

## Bildgalleri

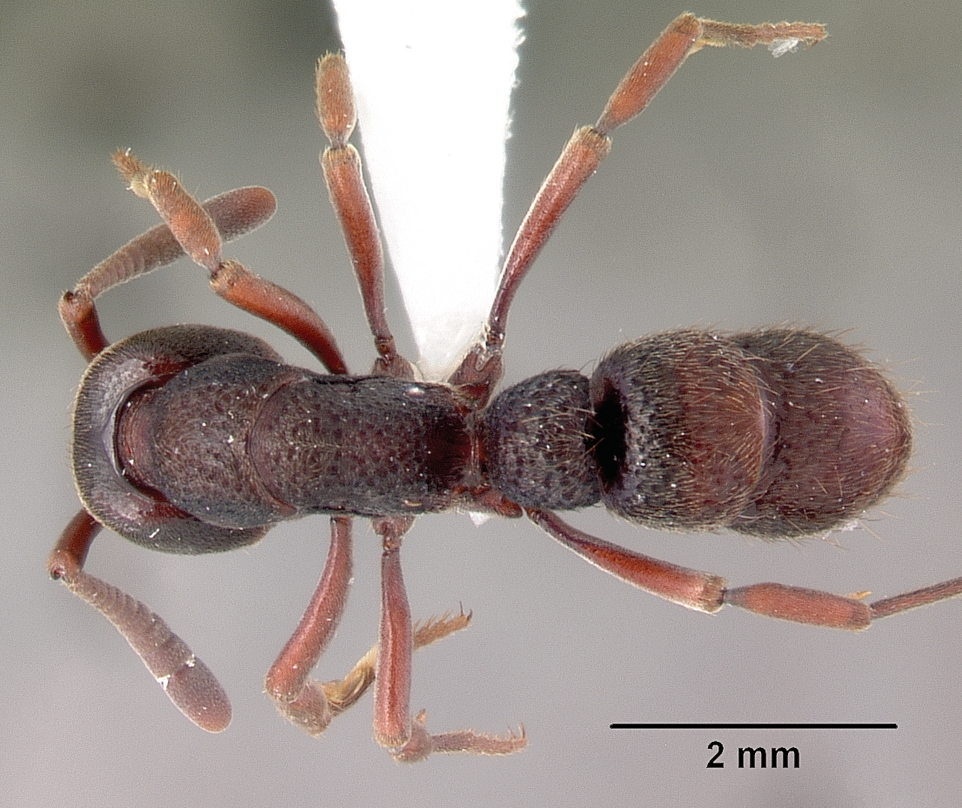
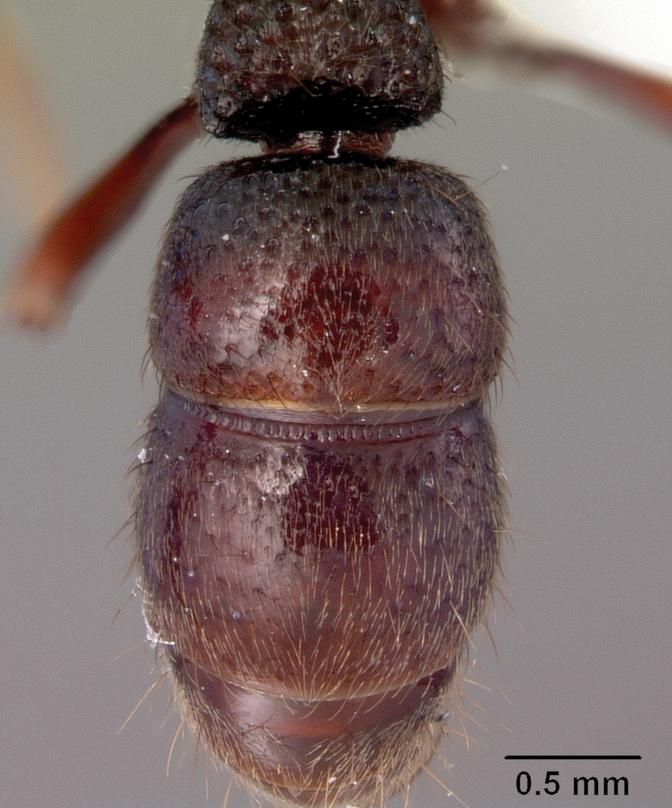
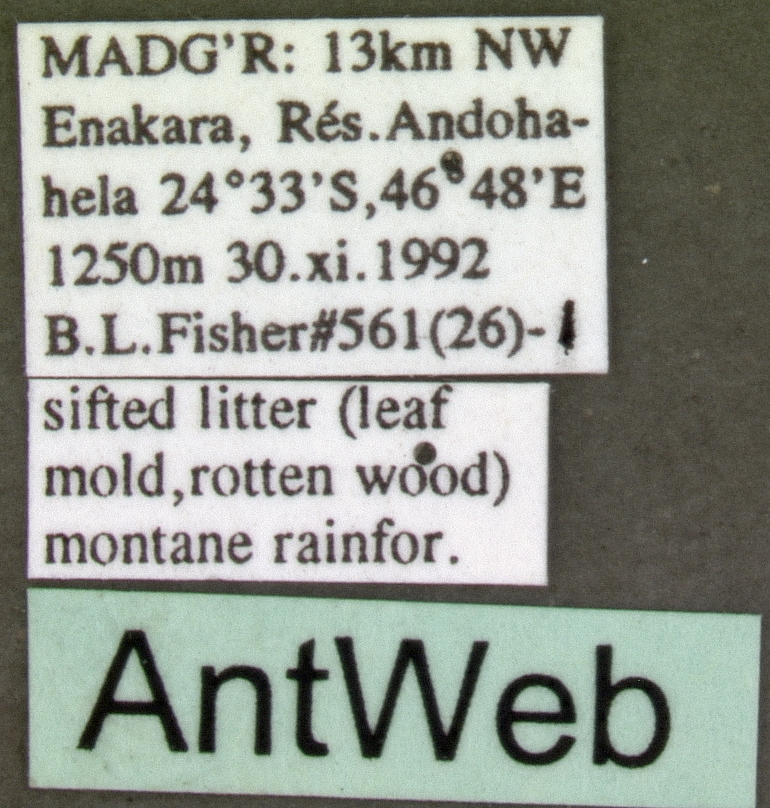
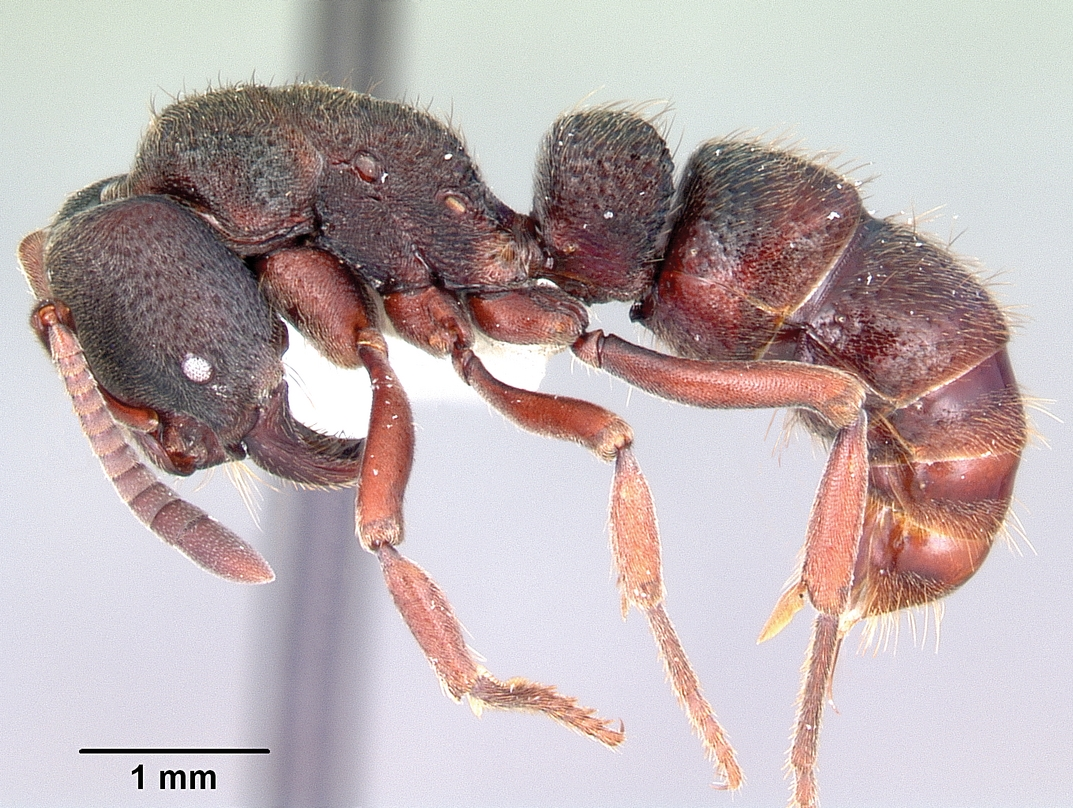
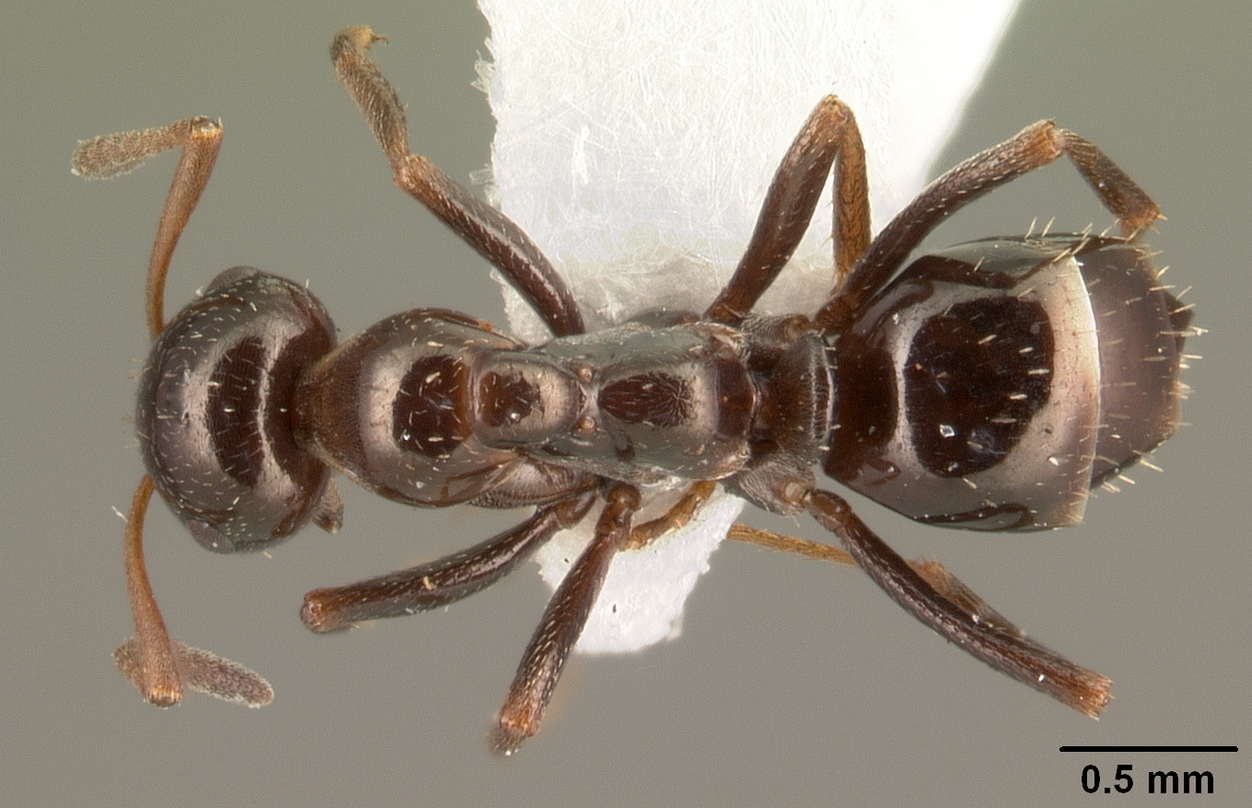
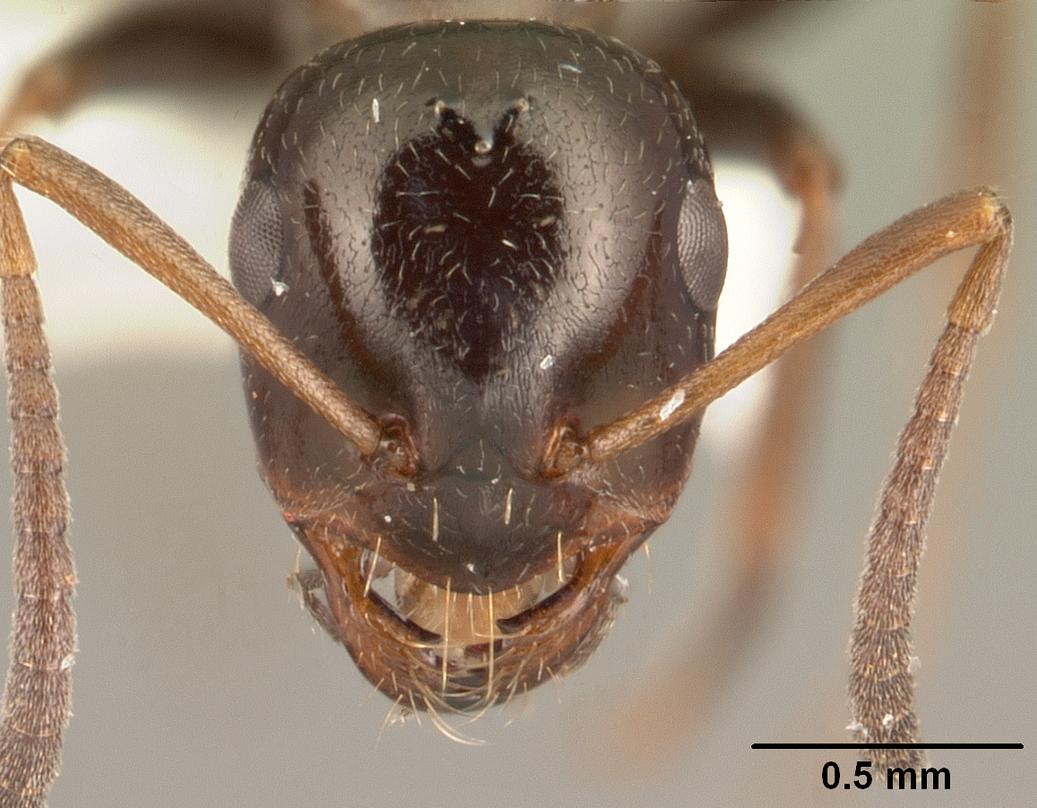